# لید، کنت
latitudeلید، کنتlongitudeلید، کنت
لید، کنت (به انگلیسی: Lydd) یک شهرک در بریتانیا است که در انگلستان واقع شده‌است.

## خصوصیات
لید ۵٬۷۸۲ نفر جمعیت دارد.